# Hornissenbock
Der Hornissenbock (Plagionotus  detritus), auch Bunter Eichen-Widderbock genannt,  ist ein Käfer aus der Familie der Bockkäfer und der Unterfamilie Cerambycinae. Die Art verdankt ihren Namen einer gewissen farblichen Ähnlichkeit mit der Hornisse. Die gewöhnlich seltenen Käfer sind auf gefällten Eichenstämmen gelegentlich massenweise zu finden.
Die Art wird in der Roten Liste gefährdeter Arten Deutschlands unter der Kategorie 2 (stark gefährdet) geführt. In Bayern, Mecklenburg-Vorpommern und Thüringen gilt sie als „vom Aussterben bedroht“, in Nordrhein-Westfalen,  Rheinland-Pfalz und Schleswig-Holstein ist sie als „ausgestorben oder verschollen“ eingestuft. In Sachsen wird der Käfer mit Kategorie 3 (gefährdet) bewertet.

## Bemerkungen zum Namen und Systematik
Der Käfer wurde erstmals 1758 von Linnés in der berühmten zehnten Auflage seiner Systema naturae unter dem Namen Leptura detrita beschrieben. Der  Artname „detrita“ (lat.) bedeutet abgerieben. Die Art wurde von Fabricius als Callidium detritrum geführt, und als Laicharting die Gattung Clytus aufstellte, wegen des rundlich gewölbten Brustschilds in diese eingeordnet. Clytus wird von Mulsant aufgespalten. Die Arten, die sich durch die Eigenschaft  Prothorax queroval, mindestens ein Drittel breiter als lang gegen die Arten mit längsovalem oder rundlichem Prothorax abgrenzen, und zu denen auch  detritus gehört, werden in die neue Gattung Plagionotus (von altgr. πλάγιος plágios, quer und νότος nōtos, Rücken) gestellt.
In Europa ist die Gattung Plagionotus mit acht Arten vertreten, weltweit mit zwölf Arten.

## Merkmale des Käfers
Der Körper erreicht eine Länge von zehn bis neunzehn Millimeter.
Der Kopf ist schwarz, aber zum großen Teil gelb behaart (Abb. 4). Die Mundwerkzeuge zeigen schräg nach unten, die Kiefertaster sind abgestutzt. Die elfgliedrigen, rotbraunen Fühler sind kräftig. Sie sind behaart und das zweite Fühlerglied ist fast ringförmig schmal. Die mittleren Fühlerglieder sind am Ende ausgerandet und eckig vorgezogen. Die nierenförmigen Augen umfassen die Fühlerbasis von hinten nur zu einem kleinen Teil, der Abstand der Basen der beiden Fühler zueinander ist kleiner als der Abstand der Innenränder der Augen (Abb. 4).
Der Halsschild ist annähernd kugelig und fast so breit wie die Flügeldecken. Auch er ist schwarz, der Vorderrand ist breit gelb behaart, hinter der Mitte erscheint ein schmaleres gelbes Querband.
Die Flügeldecken sind  am Ende abgeschnitten, der Außenwinkel ist häufig zu einem Zahn ausgezogen (in Abb. 5 nur ansatzweise). Die Flügeldecken sind dunkelbraun bis schwarz, erscheinen aber durch gelbe Behaarung teilweise gelb. Die Gelbfärbung ist sehr variabel, in der Regel an der Basis der Deckflügel auf wenige Flecke beschränkt, bildet sie nach hinten zunehmend breitere Bänder und kann das ganze Ende der Elytren bedecken.
Die Beine sind rotbraun  und robuster als bei den Arten der Gattung Clytus. Nicht nur die Vorderschenkel, sondern auch die Mittel- und Hinterschenkel sind lang abstehend behaart (Abb. 3). Die fünfgliedrigen Tarsen erscheinen viergliedrig, da das vierte Glied sehr klein und zwischen den Lappen des dritten Gliedes versteckt ist.
Die etwa kugeligen Vorderhüften sind deutlich getrennt und größtenteils von der Vorderbrust umschlossen (Abb. 2)

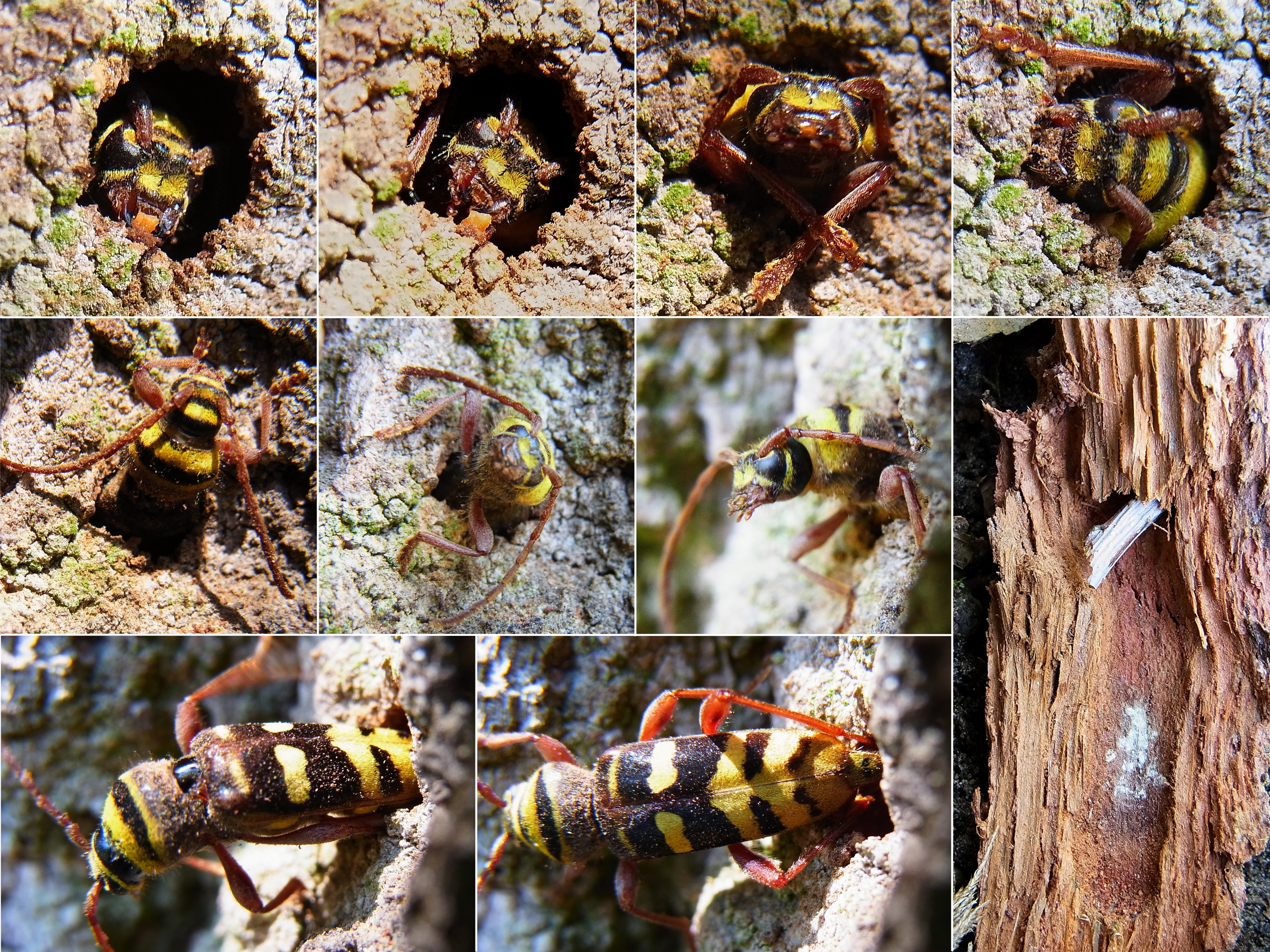
Bild 6: Verschiedene Phasen des Schlupfes aus einer Eiche
rechts unten Puppenwiege in der Rinde der Eiche

|                               |                               |                               |                           |                            |                            |
| Bild 1: Ansicht von der Seite | Bild 1: Ansicht von der Seite | Bild 1: Ansicht von der Seite | Bild 2: Ansicht von unten | Bild 2: Ansicht von unten  | Bild 2: Ansicht von unten  |
|                               |                               |                               |                           |                            |                            |
| Bild 3: Hinterschenkel        | Bild 3: Hinterschenkel        | Bild 4: Vorderansicht         | Bild 4: Vorderansicht     | Bild 5: Flügeldeckenspitze | Bild 5: Flügeldeckenspitze |

## Biologie
Die wärmeliebende Art ist in Mitteleuropa eher selten. Sie ist in Laubwäldern, besonders lichten Eichenwäldern und in Parkanlagen zu finden, häufig auf Klaftern von frisch geschlagenem Holz.
Die Larve entwickelt sich in verschiedenen Laubbäumen, vor allem Eiche. Die Eier werden auf der Sonnenseite von kränkelnden oder abgestorbenen Bäumen im unteren Bereich abgelegt, gelegentlich auch höher oder in dicken Ästen. Die Larve frisst anfangs in der Rinde, zur Verpuppung dringt sie jedoch tiefer ins Holz ein, wenn die Rinde nicht ausgesprochen dick ist (Bild 6 rechts unten). Für die Entwicklung braucht der Käfer ein bis zwei Jahre.
Der adulte Käfer erscheint im Frühsommer. Die Käfer sind sehr lebhaft und bewegen sich flink auf den Brutbäumen.

## Verbreitung
Das Verbreitungsgebiet deckt fast ganz Europa ab, die Art fehlt in Norwegen, Finnland, und Irland. Auch auf den meisten Inseln des Mittelmeers und einigen kleineren südlichen Ländern kommt die Art nicht vor. Dagegen erstreckt sich das Verbreitungsareal weit nach Osten, umfasst den Nahen Osten und reicht bis in den Iran.